# Parafia St. Charles (Luizjana)
Parafia St. Charles (ang. St. Charles Parish) – parafia cywilna w stanie Luizjana w Stanach Zjednoczonych. Obszar całkowity parafii obejmuje powierzchnię 410,63 mil2 (1 063,53 km²). Według danych z 2010 r. parafia miała 52 880 mieszkańców. Parafia powstała w 1807 roku i nosi imię św. Karola Boromeusza.

## Sąsiednie parafie
- Parafia Jefferson (wschód)
- Parafia Lafourche (południowy zachód)
- Parafia St. John the Baptist (północny zachód)

## CDP
- Ama
- Bayou Gauche
- Boutte
- Destrehan
- Hahnville
- Killona
- Luling
- Montz
- New Sarpy
- Norco
- Paradis
- St. Rose
- Taft